# Psary (wieś w powiecie łowickim)
Psary – wieś w Polsce położona w województwie łódzkim, w powiecie łowickim, w gminie Bielawy.
W latach 1975–1998 miejscowość należała administracyjnie do województwa skierniewickiego.

## Zabytki
Według rejestru zabytków Narodowego Instytutu Dziedzictwa na listę zabytków wpisane są obiekty:
- zespół dworski, k. XIX w.:
  - dwór, nr rej.: 602 z 28.08.1983
  - park, nr rej.: 476 z 16.09.1978

Dwór w Psarach wybudowano w 1892 dla hrabiego Mieczysława Jana Łubieńskiego i jego małżonki Zofii Marii z Grabińskich. Do II wojny światowej majątek był w posiadaniu ich córki Marii (primo voto Antoniowej Okęckiej, secundo voto Tadeuszowej Znanieckiej). Wychowywał się tu Jacek Ejsmond. Do roku 1970 mieściła się tu szkoła podstawowa, następnie biura przedsiębiorstwa rybackiego i mieszkania pracownicze. Jest to budowla murowana, z cegły, otynkowana, wzniesiona na planie prostokąta, o cechach neorenesansu. Część centralna jest parterowa, zaś po bokach znajdują się dwa piętrowe ryzality, zwieńczone z dwóch stron trójkątnymi szczytami. Całość wieńczą dachy dwuspadowe. Podpiwniczony. Układ wnętrz dwutraktowy, przedzielony korytarzem. W elewacji tylnej uwagę zwraca taras z drewnianą werandą. Dwór położony jest w parku z układem wodnym, projektu Waleriana Kronenberga.